# Sant Andreu de Gitarriu
Sant Andreu de Gitarriu és una església romànica que es troba prop del coll de Faja I protegit del nord pel puig de Freixenet. Per arribar-hi amb vehicle cal anar a Montagut direcció a Sadernes poc abans d'arribar a Sadernes, just fent l'última pujada cal agafar un trencant a la dreta direcció al Bassegoda i Lliurona passant pel coll de Faja. Hem de fer uns 9 km per arribar a una esplanada on tobarem el mas del Serradell i a escassos metres després, a peu de pista, l'església. Cal destacar les vistes panoràmiques a la Vall del Llierca i part de l'Alta Garrotxa; molt recomanable.
Sant Andreu de Guitarriu està ubicada dins el terme municipal de Sales de Llierca (Garrotxa).
És una obra inclosa en l'Inventari del Patrimoni Arquitectònic de Catalunya.

## L'edifici
Sant Andreu de Gitarriu és una construcció romànica del segle xi, malgrat les modificacions que ha sofert. Està constituïda per una sola nau, capçada a l'est per un absis semicircular totalment llis. Dues finestres de mig punt I doble esqueixada, situades una en la part central de l'absis I l'altra orientada al sud, il·luminen el presbiteri. La nau està coberta amb volta de canó. En el sector més occidental es va construir un cos elevat, si bé només es conserva l'escala I les mènsules en què es recolzava l'estructura de fusta. A peu d'escala, s'ubicava la pila baptismal, que encara es conserva in situ, tot I que a dia d'avui ha perdut la seva base.
L'interior del temple està totalment enguixat, però en alguns punts del guix s'ha començat a despendre. Això ha perms veure una creu de consagració. El terra de la nau està pavimentada amb rajola ceràmica vermella; en la parla de la Garrotxa aquestes peces vermelles se'n diuen “cairats”; no són originaris sinó d'alguna millora posterior.
La porta d'entrada, amb arc de mig punt, es dirigeix a migjorn, banda a la qual hi ha, encastats al mur, uns nínxols així com, a l'extrem est, la sagristia afegida al segle xvii o XVIII. Sobre la paret de ponent s'assenta l'espadanya, campanar de cadireta de dos ulls mancada de campanes.[2], l'espadanya és menys ample que la façana de l'església I una petita finestra de mig punt I doble esqueixada sobre en el frontís.

## Història
Sant Andreu de Guitarriu és un exemplar típic de l'art romànic de la primera fase, segle xi, tot i que parcialment modificat. El topònim -Gitarriu- té una arrel etimològica entroncada amb el mot germànic –Witirici-, genitiu de -Witiric-. S'ha dit que el seu origen podria ser el de –Rivus Guitardo-, nom del qual seria un derivat. Hi ha una 2ª hipotèsi de seu origen, de –Guntirig-, nom personal que es troba documentat a Catalunya en el segle x. Un document de l'any 1044 parla de la contrada, denominada "Iotericio", del temple, però, no en tenim cap notícia fins a l'any 1221 I 1288 que s'anomena la parròquia de -Sancti Andree de Iecoriu-. Del segle xiv és la cita "Ecclesia parrochialis sancti Andree de Gitarivio". Sant Andreu perdrà la seva condició de parròquia i passarà a dependre de Santa Cecília de Sardenes.
L'església té uns Goigs dedicats a Sant Andreu que canten:
Sempre és bo, si fe i coratge
són, dels pobles, el motiu.
Ara és temps de romiatge,
Sant Andreu de Gitarriu.
...
Ara és temps, i ho és tothora,
temple amic de Sant Andreu.
En l'Apòstol s'atresora
la virtut que ens durà a Déu.
Cal seguir-lo. Bell guiatge
per al tímid i el gasiu.

## Recull de documentació històrica

### Cartoral de Carlemany
Data: 7 de juliol de 1221
Descripció:
El bisbe Alemany firma la donació que Arnau de Sales ha fet a la capella de Santa Magdalena de Montpalau, el sínode de Sant Martí de Cabissó, el delme de Sant Miquel de Monteia i Sant Andreu de Gitarriu (Iecoriu), i pren la capella sota la seva guarda. I Alamanda de Sales, vídua de dit Arnau, amb les seves filles Agnès, Ermesenda i Guillema, rep en feu del bisbe, en compte dels esmentats delmes, dos masos seus, dits de Bosseganys, situats a la parròquia de Sant Esteve de Llanars, promet fer de cens a la capella una lliura de cera i es compromet, en cas d'alienar els esmentats masos, a convertir altres alous seus en feu episcopal.
Texte llatí:
 "Actum est hoc nonis iulii anno Domini. MCCXX. primo. Sig+num Alamande de Salis, sig+num Agnetis filie eius, qui hoc firmamus et laudamus. Sig+num Ermesendis filie eius, sig+num Guilielme, filie eius qui supradicta firmauerunt de mandato dicti Gerundensis episcopi et Bernardi Stephani notarii, in manu Guilielmi de Cabanellis, Gerundensis canonici. Alamandus, gratia Dei Gerudensis episcopus. Ego Guilielmus de Cabanellis, qui firmamentum predictarum Ermesendis et Guilielme recepi, subscribo (s. man.). Sig+num Bernardi Seguini. Sig+num Guilielmi de Farneriis. Sig+num Petri de Aro. Ego Bernardus Sancii scripsi hoc mandato Bernardi Stephani, Gerundensis canonici et publici notarii. Bernardus Stephani, Gerundensis canonicus et publicus notarius subscribo (s. man.)".
 Referència
Cart., p. 171b marge. Còpia; RC ff. 144-145. Reg.: B 529.
Data: 15 d'octubre de 1228
Descripció:
El bisbe Guillem de Cabanelles, a precs d'Alamanda de Sales, consagra l'església de Santa Magdalena de Montpalau, i la rep sota la seva protecció, després d'assegurar-se una recompensa pels delmes de Sant Martí de Cabissó i Sant Miquel de Monteia, donats per a dotar la capella.
Texte en llatí:
Idus octobris anno Domini millesimo .CC. uicesimo octauo uenit dompnus Guilielmus miseracione diuina Gerundensis episcopus ad consegrandam ecclesiolam siue capellam in honore Sancte Marie Magdalene de Monte Palatio hedifficatam et pie ac deuote a nobilibus et reuerendis Arnaldo condam de Salis et domna Alamanda uxore sua constructam. Cui scilicet consegrationi interfuerunt Raimundus scilicet de Albuciano archidiaconus Impuritanensis, Raimundus de Basso abbas Sancti Felicis Gerunde atque Berengarius de Locustaria thesaurarius ecclesie Gerundensis et prior de Riuodazer et prior Sancti Tome de Caiano et sacrista Sancti Iohannis de Abbatissis et plures alii tam clerici quam milites et uicini illius loci. Quam quidem ecclesiolam siue capellam prephatus episcopus in sua recepit defensione pariter et ecclesie Gerundensis, cum una libra cere quam clerici ipsius capelle teneantur dare et soluere annis singulis sibi et successoribus suis in festo Pasche, sicut continetur in instrumento concessionis facte a predecessore suo predicte capelle. Confirmauit etiam ipsa die prephatus episcopus et concessit predicte capelle in perpetuum omnia alodia posessiones et mansos cum hominibus et feminis et cum omni integritate et proprietate sua que uel quos predicti Arnaldus condam de Salis et domna Alamanda uxor eius dederunt et Concesserunt pro alodio capelle prephate, sicut plenius et melius continetur in instrumentis inde confectis, uel que adhuc erat dante Domino ipsa ecclesiola seu capella adeptura et habitura. Saluis tamen condicionibus seu paccionibus quos predicti Arnaldo de Salis et Alamanda uxor eius antecessori suo fecerant de duobus scilicet mansis qui uocantur de Bosseganys qui sunt in parochia Sancti Stephani de Lanars, quos predicta Alamanda de Salis accepit ab eo in feudum ratione decime que accipiebat ipsa et maritus eius pro sinodo in decima Sancti Martini de Cabissono et in decima Sancti Michaelis de Montilio et in decima Sancti Andree de Iecoriu, que assensu predecessoris sui prephate capelle dederunt et concesserunt, quam sinodum Arnaldus predictus tenebat in feudum, et saluo iure in omnibus ecclesie parochialis cui ius suum plene et integre conseruatur et episcopus Gerundensis habeat potestatem instituendi et destituendi, approbandi et reprobandi in perpetuum clericos capelle a dominis castri de Montepalacio et patronis ipsius capelle electis et sibi representatis. Sig+num Guilielmi, Dei gratia Gerundensis episcopus. Ego Raimundus de Albuciano, Impuritanensis archidiaconus subscribo. Berengarius de Locustaria, presbiter et thesaurarius. Ego Raimundus abbas Uillebertrandi subscribo. (s. man.) Bonus Homo, notarius domini episcopi Gerundensis, qui hoc scripsit cum litteris suprascriptis in prima linea, ubi dicitur "Guilielmus" et rasis et emendatis in octaua linea, ubi dicitur "suo" et suprascriptis in tertia decima linea ubi dicitur "eius" et rasis et emendatis in eadem linea ubi dicitur "sue" et in sextadecima, ubi dicitur "predecessoris" et suprascriptis in nonadecima ubi dicitur "et" et in eadem ubi dicitur "capelle", die et anno quibus supra.
 Referència
Cart., p. 170 marg. Reg.: B 548.

## Altres referències
1.       Joan fill de Beatriu, de Gitarriu, veí de Llorona, i Joan fill de Besalúna, reconeixen a Companyó d'Estanyol, paborde de gener de la seu, ser homes propis seus, 22 setembre 1271. Llibre: D-152 full: f 68
2.       1280 agost 16: El bisbe Bernat de Vilert firma a Guillem de Sexà, cavaller, els delmes que rep a Gitarriu, Tortellà i Monteia, per 20 sous. Còpia de 1317. Notari Mateu d'Alda Observacions Calaix 2, núm. 179.
3.       1280 agost 16. El bisbe firma a Guillem de Sexà, cavaller, el delme de la parròquia de Gitarriu que havia estat de Saurina, esposa difunta d'aquest i l'octava part del delme de les parròquies de Santa Maria de Tortellà, Sant Martí de Cabissó i Sant Miquel de Monteia, per 20 sous. E. Mateu d'Alda, notari episcopal (f 77v = PM núm. 361).
4.        Ponç de Rocabertí, senyor del castell de Sales, reconeix tenir pel bisbe els delmes de Llanars, Monars, Talaixà, Pera, Bestracà, Escales, Sadernes, Monteia, Entreperes, Gitarriu i Sant Julià d'Agustí, 7 juny 1324, (=PM núm. 910). Llibre: G-6 full: f 121v
5.        Pere de Cornellà, cavaller, reconeix tenir pel bisbe delmes de Talaixà, Monteia, Jou, Escales, Gitarriu, Cabissó, vilars des Los i de Brunells de la parròquia de Tortellà, Riera de Palau de Montagut, Jou, Montagut, Oix, Llanars, Tortellà, Sadernes i altres, que tenen per ell diversos senyors directes, 28 març 1347, (=PM núm. 1141). Llibre: G-6 full: f 174v-176v
6.        1347 març 28: Pere de Cornellà, senyor del castell de Sales, reconeix tenir pel bisbe dos terços dels delmes de Talaixà i Monteia, un terç dels de Prunyà i Jou, dos terços del d'Escales, tot el de Gitarriu i altres a Sales de Llierca, Tortellà, Montagut, Llanars i Sardenes, dels que s'indiquen els senyors mitjans. Carta partida. Expedició de 1368. Notari (...) Observacions Calaix 2, núm. 29.
7.        Jaume de Cornellà reconeix tenir pel bisbe cinc sous de cens que li fa Huguet de Sexà en concepte d'host pel delme de Gitarriu, 4 març 1355. Llibre: G-6 full: f 193v
8.        El bisbe firma a Huguet de Sexà, fill de Ramon Estrader de Besalú, delmes de Cabissó, Monteia i Gitarriu que té per llegat d'Arnau Guillem de Cornellà, cosí seu, 22 maig 1355. Llibre: G-6 full: f 195v-196
9.        A Jaume Martí, clergue. No trobant-se ningú que vulgui prendre la rectoria de Gitarriu, se li encomana l'administració, 15 juliol 1357. Llibre: U-32 full: f 7v-8
10.     El vicari general firma definició de comptes a Joan de Bausarenys, de Gitarriu, per la rectoria de Gitarriu, amb 196 sous d'ingressos i 193 de despeses, 24 octubre 1365. Llibre: D-163 full: f 27
11.     A Sant Andreu de Gitarriu. Monitòria per elegir obrers. I monició a Bartomeu Jordà, clergue de Monteia, que es nega a guardar les joies i ornaments de Gitarriu, 25 octubre 1365. Llibre: U-55 full: f 47v
12.     Al rector d'Entreperes. Se’l nomena ecònom de Gitarriu, parròquia mancada de rendes, 3 març 1396. Llibre: U-85 full: f 15 (segona numeració).
13.     Als parroquians de Gitarriu. Comissió per administrar la cura vacant, 5 octubre 1401. Llibre: U-101 full: f 55
14.     Als parroquians de Gitarriu. Comissió per administrar la rectoria vacant, 26 novembre 1404. Llibre: U-104 full: f 101
15.     Als parroquians de Guitarriu. Comissió per administrar la cura, 23 novembre 1407. Llibre: U-107 full: f 101rv (segona numeració)
16.     Al rector de Llorona. L'església de Gitariu no té rector, i els feligresos demanen que signi administrada des de Llorona. Concedit, 5 març 1439. Llibre: U-139 full: f 13
17.    Ameri Sabater permuta la rectoria de Sadernes, Entreperes, Gitarriu i Riu amb Joan Masargui, rector de Rocabruna, 12 novembre 1586. Llibre: D-245 full: f 96
18.    Joan Masargui, rector de Sadernes, Riu, Entreperes i Gitarriu, fa procura a Narcís Garau, prevere de Sant Feliu de Girona, 2 abril 1598. Llibre: D-251 full: f 157
19.    Jaume Barraca pren possessió de les rectories unides de Sadernes, Entreperes, Sant Feliu de Riu i Gitarriu, 1 agost 1599. Llibre: G-95 full: f 19
20.    Jaume Barraca, rector de Sadernes, Entreperes, Sant Feliu de Riu i Gitarriu, permuta amb Pere Carrera, rector de Porreres, Sant Feliu del Bac, Santa Maria de Sacot i Sant Miquel d'Avellanacorba, 1602. Llibre: D-256 full: f 16v
21.    Antoni Solà, rector de Sadernes, Entreperes, Sant Feliu de Riu i Gitarriu, fa procura a Joan Vilades, rector de Santa Eulàlia Sacosta, per resignar, 1612. Llibre: D-265 full: f 56v
22.    Jaume Llensa, rector de Sadernes, Entreperes, Sant Feliu de Riu i Gitarriu, permuta amb Jaume Bosch, clergue d'Elna, obtentor del benefici dels sants Abdó i Senèn d'Arles (Rosselló), 1614. Llibre: D-267 full: f 266
23.    Jaume Bou permuta la rectoria de Sadernes, Entreperes, Sant Feliu de Riu, Gitarriu i Sant Aniol d'Aguja amb Miquel Vinyoles, domer de Tortellà, 1639. Llibre: D-294 full: f 144v
24.    Miquel Vinyoles permuta les rectories de Sadernes, Entreperes, Sant Feliu de Riu i Gitarriu amb Antoni Albert, clergue, obtentor d'un personat fundat per ell mateix, 1662. Llibre: D-317 full: f 268
25.    Antoni Albert, rector de Sadernes, Entreperes, Sant Feliu de Riu i Gitarriu, fa professió de fe, 1663. Llibre: D-318 full: f 185
26.    Jaume Cufi, pagès de Gitarriu, fa patrimoni al seu fill Julià Cufí. (1789) Llibre: D-444 full: f 416
27.    Jaume Cufi, pagès de Gitarriu, fa patrimoni al seu fill Martí Cufí. (1790) Llibre: D-445 full: f 315
28.    Concessió de sepultura a l'església de Gitarriu a favor de Miquel Cufí, pagès del lloc, 15 febrer 1799. Llibre: G-169 full: f 16v
Recull fet per en Juan R Lejarza ([] - {{format ref}} https://llierca.wordpress.com)